# Occam (supercomputer)
Occam è un supercomputer che costituisce un HPC cluster del Centro di Competenza sul Calcolo scientifico C3S ospitato presso il Dipartimento di Fisica dell'Università degli Studi di Torino, presentato nel 2016.
Occam è l'acronimo di "Open Computing Cluster for Advanced data Manipulation", ed è stato scelto dal nome di Guglielmo di Occam, autore del principio di problem-solving denominato rasoio di Occam.

## Specifiche Tecniche

### CPU
2 nodi di Management
```
   CPU - 2x 
Intel
® Xeon® Processor E5-2640 v3 8 core 2.6
 
GHz
   
RAM
 - 64GB/2133
 
MHz
   DISK - 2x HDD 1Tb Raid0
   NET - IB 56Gb + 2x10Gb + 4 x 1GB
   FORMFACTOR - 1U
```

32 nodi "Light"
```
   CPU - 2x 
Intel
® Xeon® Processor E5-2680 v3, 12 core 2.5Ghz
   RAM - 128GB/2133 (8 x 16 Gb)
   DISK - SSD 400GB 
SATA
 1.8 inch.
   NET - IB 56Gb + 2x10Gb
   FORMFACTOR - high density (4 nodes x RU)
```

4 nodi "Fat"
```
   CPU - 4x 
Intel
® Xeon® Processor E7-4830 v3 12 core/2.1Ghz
   RAM - 768GB/1666
 
MHz (48 x 16Gb) DDR4
   DISK - 1 
SSD
 800GB + 1 HDD 2TB 7200rpm
   NET - IB 56Gb + 2x10Gb
```

4 nodi GPU
```
   CPU - 2x 
Intel
® Xeon® Processor E5-2680 v3, 12 core 2.1Ghz
   RAM - 128GB/2133 (8 x 16Gb) DDR4
   DISK - 1 x SSD 800GB sas 6 Gbps 2.5’’
   NET - IB 56Gb + 2x10Gb
   GPU - 2 x 
NVIDIA
 K40 su 
PCI-E
 Gen3 x16
```

### Memoria di massa
"Scratch Storage"
```
   DISK TYPE - HDD da 4 TB SAS 7200 rpm
   CAPACITY - 320 TB RAW e 256 TB usable
   NET - 2 x IB 56Gb FDR + 2 x 10Gb
   
FILESYSTEM
 - 
Lustre Parallel Filesystem
```

"Archive Storage"
```
   DISK TYPE - 180 x 6 TB a 7200 rpm SAS 6Gbps
   CAPACITY - 1080 TB raw 768 TB usable
   NET - 2 x IB 56Gb + 4 x 10GbE
   FILESYSTEM - 
NFS
 export
   FAULT TOLERANCE - RAID 6 Equivalent with Dynamic Disk Pools
```

### Infrastruttura di Rete
```
   LAYER IB - 56 Gbps
   LAYER ETH10G - 10 Gbps
   TOPOLOGY IB - FAT-TREE
   TOPOLOGY ETH10G - FLAT
```

### Connessione Internet
```
   
WAN
 CONNECTION - 2GB Full-Duplex with UniTO-
GARR
```